# Szczonów
Szczonów – wieś w Polsce położona w województwie wielkopolskim, w powiecie jarocińskim, w gminie Żerków. Wieś jest siedzibą sołectwa Szczonów, w którego skład wchodzi również miejscowość Pogorzelica.
W latach 1975–1998 miejscowość administracyjnie należała do województwa kaliskiego.